# Live from SoHo (album Maroon 5)
Live from SoHo – album koncertowy amerykańskiego zespołu pop rockowego Maroon 5. Kompozycje zostały nagrane w Soho Apple Store w Nowym Jorku. Album wydany został przez wytwórnię płytową A&M Records w sklepie interentowym iTunes Store w dniu 25 marca 2008 roku.

## Lista utworów
1. "If I Never See Your Face Again"  – 4:53
2. "Makes Me Wonder" – 4:17
3. "Little of Your Time" – 2:34
4. "Wake Up Call" – 4:10
5. "Won't Go Home Without You" – 3:59
6. "Nothing Lasts Forever" – 4:00